# 裏千家学園大学院大学
裏千家学園大学院大学（うらせんけがくえんだいがくいんだいがく）は、学校法人裏千家学園により2007年に京都市に開学予定だった大学院大学である。伝統文化研究科茶道文化専攻（修士課程）を設置する予定だった。

## 概要
学校法人裏千家学園は、茶道の家元である裏千家が母体であり、裏千家学園茶道専門学校を運営している。裏千家学園大学院大学は定員15人の大学院大学として開設が計画されていたが、新設申請を取り下げたため開学されないこととなった。